# Камат, Нишикант
Нишикант Камат (англ. Nishikant Kamat; 17 июня 1970, Малван, Махараштра — 17 августа 2020, Хайдарабад) — индийский кинорежиссёр
 и актёр. Его дебютный фильм Dombivali Fast принес ему признание в кино на маратхи и Национальную кинопремию.
Фильмы Камата часто были непризнанными или официальными ремейками.

## Биография
Камат начал свою карьеру как актёр, снявшись в фильме на маратхи Saatchya Aat Gharat и независимом фильме на хинди Hava Aney Dey в 2004 году.
В 2005 году он дебютировал как режиссёр, сняв маратхиязычный Dombivali Fast, драму о простом человеке, который настолько устал от всепроникающей коррупции и нечестности, что вынужден восстанавливать равновесие самостоятельно.
Сюжет фильма был во многом схож с голливудским «С меня хватит!».
Dombivali Fast получил Национальную кинопремию как лучший фильм на маратхи. В 2007 году Камат переснял его на тамильском языке под названием Evano Oruvan и с Мадхаваном в главной роли.
В 2008 году Камат снял свой первый фильм на хинди — «Мой дорогой Мумбаи», сюжет которого вращался вокруг взрывов поездов в 2006 году.
Тремя годами позже он сыграл профессора, манипулирующего своими учениками ради эксперимента, в триллере 404 Error Not Found (2011).
Затем Камат обратился к боевикам, сняв такие фильмы, как «Спецотряд „Форс“» (2011), Lai Bhaari (2014) и Rocky Handsome (2016), в которых есть общие черты — крутой герой, грозный злодей и множество ловких драк.
В «Спецотряде „Форс“», ремейке тамильского хита «Криминальный отдел» (2003), полицейский вступает в схватку с жестоким гангстером. В Rocky Handsome, переделанном из южнокорейского фильма 2010 года «Человек из ниоткуда» , бывший агент спецназа нападает на наркомафию, когда они похищают близкую ему маленькую девочку.
Lai Bhaari, в свою очередь, ознаменовал возвращение Камата в кино на маратхи. В этом фильме Ритеш Дешмукх исполнил роль уличного хулигана, который сражается с местным деспотичным землевладельцем. Картина стала самым кассовым фильмом на маратхи на тот момент, пока два года спустя его не превзошел «Дикий». В 2015 году Камат снял «Видимость» (2015) — ремейк одноимённого триллера на малаялам 2013 года, в котором скромный мужчина идет на все, чтобы защитить свою семью от взглядов закона.
Фильм стал одним из его главных хитов в Болливуде.
Следующая и последняя режиссёрская работа Камата — Madaari (2016) с Ирфаном Ханом в главной роли. 
В 2017 году Камат сыграл циничного полицейского, преследующий гангстера в биографическом фильме об Аруне Гавли — Daddy.
Его последней ролью стал политик Рана в фильме Викрамадитьи Мотване Bhavesh Joshi Superhero (2018).
Камат скончался 17 августа 2020 года в больнице Хайдарабада, куда был госпитализирован 31 июля с жалобами на жар и чрезмерную утомляемость.